# Музей на декоративните изкуства „Акорси-Омето“ (Торино)
Музеят на декоративните изкуства „Акорси-Омето“ (на италиански: Museo di Arti Decorative Accorsi-Ometto) е музей в град Торино, регион Пиемонт, Северна Италия, посветен на декоративните изкуства, мебелите и обзавеждането от 18 и 19 век в стил Рококо и Империя.

## История
Музеят е основан през декември 1999 г. по волята и благодарение на наследството на известния торински антиквар и колекционер на антики Пиетро Акорси (Pietro Accorsi) (1891 – 1982). Разположен е в сграда, която от 1616 г. в продължение на около 150 г. е едно от най-престижните седалища в Италия и в света на Ордена на братята на Св. Антоний от Виен. През 1956 г. тя е закупена от Акорси, който използва първия етаж за свой дом и за художествена галерия.
През май 1975 г. Акорси основава своя фондация заедно със секретаря си Джулио Омето (Giulio Ometto). В завещанието си той казва:
| „ | Искам името ми да остане свързано с предметите на изкуството и антиките, които съм събирал и съхранявал през целия си трудов живот [...], така че самата вила, обзаведена със страст от мен, да представлява музейна колекция, която хората да могат да посещават и да оценяват мебелите и тези художествени произведения и антики. Това е един вид подарък към хората, разбирани като група от личности, които да бъдат култивирани. | “ |

След смъртта на Акорси през 1982 г. фондацията, председателствана от Джулио Омето до смъртта му, се погрижва за създаването на Музея, за запазването на произведенията на известния антиквар и за закупуването на нови.
В музея се съхранява ценна колекция от произведения на известния италиански мебелист от 18 век Пиетро Пифети. В него има общо 264 картини и миниатюри, 282 мебели, 247 монтирани предмета, 379 керамики и 34 часовника.
От създаването му в музея се организират важни изложби, насочени главно към популяризирането на декоративното изкуство и на историческото и художественото наследство на Пиемонт, както и по теми от международен интерес.

## Колекция
В 27 зали са изложени повече от 3000 ценни предмети: кристали Baccarat, майолика, порцелан, сребърни съдове, италиански и френски мебели, картини, гоблени, килими и др., принадлежали към богатата частна колекция на Акорси.
Те са подредени от Омето според вкуса на Акорси, видим в обзавеждането на вилата му в Монкалиери (купена за сестра му и наречена „Вила Паола“).

### Двор (Cortile)
- Бюст на Флора, имитация от 18 век на оригинали от Траяновата епоха, вероятно дело на Бартоломео Кавачепи
- Фонтан във формата на римската богиня Помона, от чиито гърди е течала вода (Симоне Бонамони, Верона,1573 г.)
- Колекция от камъни от Късната античност до Ренесанса: римски и средновековни капители, глави на купидони, части от фигури и др.
- Две мраморни копия на Капитолийските лъвове, дело на Джузепе Валадиер от нач. на 19 век
- Каменен щит с герба на Виктор Амадей II.

### Голямо стълбище (Scalone)
- Стълбище от първите десетилетия на 19 век с типична за торинските сградни стълбища форма на шахта;
- Ниши с гръцки и римски статуи: статуя на Бакх от 2 век сл. Хр. и статуя на съдия в тога от периода на късната Римска империя.

### Огледална галерия (Galleria degli Specchi)
Поставя началото на музейния маршрут.
- Две редки оловни статуи на Арлекино и на Арлекина от края на 18 век от Пиемонт
- Френски интериорен теракотен фонтан от средата на 18 век
- Полилей под формата на фенер от края на 18 век от Замъка на Трофарело
- Две поставки за вази от ценен черен и луков египетски мрамор.

### Зала на монтираните предмети (Sala degli oggetti montati)
- Богата колекция от предмети с разнообразна функция, монтирани върху позлатен бронз: китайски и европейски порцелани, кристали и предмети от седеф, украсени между 17 и 19 век със спойки от благородни метали според Средновековен обичай. Някои от тях са от колекцията на Мадам Помпадур и на Лоренцо Великолепни
- Картина от Ломбардия с Венера и Купидон в центъра на фалшивия купол
- Три рамки за врати в цвят „фалшив мрамор“ и с цветна украса – от вила Палма Нота ди Чезнола в Орбасано.

### Галерия на ценностите (Galleria dei Preziosi)
Съхранява една от най-важните колекции в Европа от повече от 140 ценни предмета, изложени в два раздела.
- Първи раздел: сребърни кутии от Торино от 18 век и златни френски кутии (за благовония, бонбониери и étui à tablettes – тънки калъфчета с листчета, слонова кост, където дамите са писали имената на кавалерите, с които са искали да танцуват) от края на 17 до първите десетилетия на 19 век
- Втори раздел: италиански и европейски сребърни изделия от епохата на Барока до 19 век, бижута (сред които рядката малка огърлица на Пресветото Благовещение – почетен знак, даван от Савоя), швейцарски, немски, английски и италиански златни кутии.

### Малка зала на Снежната Мадона (Saletta Madonna delle Nevi)
- Ценна дървена статуя на изправената Мадона с Младенеца, вероятно дело на френско-фламандския скулптор Адриан дьо Рекур (Adrien de Recourt) от около 1495 г., от параклиса на Виберноне близо до Киери
- Втора статуя – на Дева Мария Благовестителка, също дело на дьо Рекур
- Картина с Мадоната, св. Франциск от Асизи и св. Мария Магдалена на Гулиелмо Кача (1593 г.)
- Разпятие от скъпоценни камъни, слонова кост и лапис лазули от Флоренция от времето на Козимо III Медичи с вероятен автор Алваро Гонзалес-Паласиос.

### Зала на бароковите изкуства (Sala delle Arti del Barocco)
- Експонати от края на 16 век до 18 век, сред които картина на Ян Брьогел Младия
- Повечето статуи са от 18 век, като „Триумф на Добродетелта“ на Франческо Ладате от 1744 г.[2]

### Кухня (Cucina)
Представлява типична вилна аристократическа кухня от Пиемонт.
- Около 380 медни предмета с различна форма, окачени по стените
- Скъпоценен килим Ushak
- Дълга маса от Пиемонт от късния Ренесанс
- Голяма камина от Венето от 17 век с изискани френски гоблени entre-fenêtres от около средата на 18 век от двете ѝ страни
- Средновековни каменни скулптури, сред които капител и лъв от 11 век
- Две подпори за врати във формата на дами от края на 17 век
- Голяма ниша с ценен гоблен Aubusson от 18 век и с поставка за чинии от Торино, върху която има чинии Creil и Dortu-Richard от 19 век.

### Зала „Гранери“ (Sala “Graneri“)
- Картина „Изглед към пазара на Порта Палацо“ (около 1749 – 1756 г.) на художника Джовани Микеле Гранери. Създадена по гравюра на Джовани Батиста Бора от 1749 г. и свидетелства за социалното разнообразие в Торино на Савойските владетели, когато още през 18 век пазарът на Порта Палацо, както и днес, е най-важният пазар в града
- Най-старите пиемонтски инкрустрирани мебели в музея: писалище с 8 крака, нар. mazzarina от около 1705 г., предназначено за починалия рано принц Виктор Амадей Филип Савойски, син на Виктор Амадей II Савойски; табуретка за коленичене със сцените на Страстите Христови, дело на торинския мебелист Луиджи Приното.

### Зала на керамиките (Sala delle ceramiche)
Витрини с майолика и порцелан от Европа и Италия:
- Майолика от Торино, Дерута, Савона, Лоди, Wedgwood и др.
- Супник Джинори ди Доча
- Редки порцелани от края на 18 век от фабриката на Замъка на Виново.

### Зала на порцелановите сервизи (Sala dei servizi in porcellana)
Два ценни сервиза за маса на най-известните манифактури на 18 век:
- Сервиз от Франкентал (Германия) с повече от 150 части
- Сервиз от Севър (Франция)
- Чешма за миене на ръце от Пиемонт от резбована и цветна дървесина, изобразяваща главата на амурче между позлатени рамки и цветни орнаменти, заобиколена от други статуйки
- Полилей от бял мрамор от края на 19 век на Кралската манифактура на Берлин.

### Трапезария (Sala da pranzo)
- Стени покрити с хартия от Замъка на Фаврия с природни мотиви, с двуизмерен рисунък, типичен за художествения период на Chinoiserie
- Столове от аристократичен палат от Милано
- Два бели свещника от майсенски порцелан с 2 ребра.

### Малък музикален салон (Salotto della musica)
- Роял на братя Ерар (Erard) от 1818 г.
- Гравирана арфа от дърво и слонова кост, дело на Жак-Жорж Кузино, учител по музика на кралица Мария Антоанета
- Почти всички мебели са от началото на XIX век в стил Империя
- Портрет на Виктор Амадей III с дъщеря му Мария Тереза д'Артоа, дело на пиемонтския художник Джовани Панеалбо от 18 век
- Портрет на графовете на Прованс, дело на Франсоа-Юбер Дрюе от 1771 г.

### Салон Луи XVI (Salone Luigi XVI)
- Част от мебелите са от първите десетилетия на 19 век в стил Империя; диваните, табуретките и шкафовете са от 18 век
- Шкаф от две части от втората половина на 18 век, изцяло облицован с плочки от майолика от Пезаро. Казват, че е дошъл от Русия като дипломатически подарък от Царя. Шкафът е свидетелство за родената в средата на 18 век във Франция традиция на доста скъпото производство на облицовани мебели – „порцеланова" имитация[3]
- Шест стола от резбована и позлатена дървесина с „лъвски“ крака, изработени в Лука в нач. на 19 век.

### Салон Пифети (Salone Piffetti)
Едно от най-богатите и важни места в музея.
- Шкаф на Пифети от 1738 г. – един от шедьоврите на музея, дело на известния италиански мебелист от 18 век Пиетро Пифети. Това е пищна барокова мебел със смесени форми от две части, покрита с многобройни инкрустации от слонова кост, седеф и костенурка, и с много изображения, което я прави уникална по рода си. Според някои критици това е „най-красивата мебел в света“[4]
- Портрет на Карл Емануил III Савойски от 1738 г., дело на Мария Джована Батиста Клементи, нар. „Ла Клементина“
- Плоско френско бюро (bureau plat) от средата на 18 век на Жак Брикл, върху което има статиф за книги на Пифети
- Двойка глобуси от средата на 17 век на картографи от Нидерландска източноиндийска компания;
- Два френски полилея от замъка на Сан Мартино Алфиери
- Брюкселски гоблен от 18 век със Сватбата на Гамачо.

### Зала Бандера (Sala Bandera)
- Бароково легло с покривка и балдахин, избродирани с бандера – вид бродерия от Пиемонт
- Много ориенталски елементи: бродирани орнаментални мотиви, 3 резбовани стенни абажура с типични за китайската изобразителност фигури, полилей с пагода, необичайна фигурка с пагода с градина, произведена в Пиемонт в средата на 18 век
- Ъглови мебели, изрисувани от Виторио Амедео Чиняроли.

### Малък салон Луи XV (Salotto Luigi XV)
Представя изисканата атмосфера на царуването на френския крал Луи XV.
- Рядък голям шкаф (commode), марка Dubois, декориран с лак Coromandel и с инкрустрирани позлатени бронзови елементи, от средата на 18 век
- Масичка от работилницата на Пиетро Пиефти
- Тоалетна масичка от Пиемонт.

### Спалня на Акорси (Camera da letto di Accorsi)
Тук са изложени най-скъпите за Акорси предмети:
- Рядко легло от Вила Гардзони в Колоди, изцяло облицовано със скъпоценна дамаска от зелена коприна и с нежна флореална преплитаща се декорация
- Дълъг стол от 18 век, използван от котката на Акорси
- Ценна мебел от две части от Парма с елегантни рококо форми
- Голяма картина с пасторални мотиви – шедьовър на първия дворцов художник на Франция Франсоа Буше
- Два редки окачени шкафа с инкрустации от слонова кост, дело на Пиетро Пифети
- Плоско генуезко бюро (на френски: bureau plat) от средата на 18 век, на което има снимки на Акорси
- Килим със зелен фон от нач. на 19 век, произведен от манифактура Aubousson, един от най-красивите в цялата колекция
- Гипсови профили на Александър Велики и на Олимпия от края на 18 век
- Стенен абажур с 2 ребра
- От тавана виси кафез с механични птици, пеещи песен
- Полилей от бронз и майсенски порцелан от средата на 18 век.

### Венецианска зала (Sala Veneziana)
Това е била спалнята на сестрата на Акорси – Паола.
- Една от най-важните колекции на венециански мебели от 18 век в стил Рококо;
- Позлатените дървени врати от Пиемонт
- Масичка с ориенталски мотиви от Пиемонт
- Картини с изгледи от Мондови и Викофорте, дело на Анджело Мария Чиняроли
- Картина „Натюрморт“ на Алесандро Марини от 1782 г.
- Малка темперна картина „Мадоната на книгата“ на генуезеца Джовани Батиста Кастело.

### Първа зала Чиняроли (Prima Sala Cignaroli)
- Три картини с ловни сцени на пиемонтската аристокрация от XVIII век, дело на Виторио Амедео Чиняроли, поставени в стенни рамки (boiserie) от сред. на 18 век[5]
- Осмоъгълна масичка в центъра с втъкана слонова кост, дело на Пиетро Пифети
- Сейф с мозаечна декорация, също дело на Пифети.

### Втора зала Чиняроли (Seconda Sala Cignaroli)
- Още три стенни картини с ловни сцени, дело на Виторио Амедео Чиняроли;
- Масичка на Пиетро Пифети
- Пиемонтски табуретки от нач. на 18 век
- Френски лакиран в червено скрин (на френски: commode) на Жак Дотриш от 18 век
- Голям пиемонтски полилей от планински кристал.

### Зала Тремолиер (Sala Trémolières)
- Картини със Седемте тайнства на Църквата (от около 1733 г.) на френския художник Пиер Шарл Тремолиер. През 1956 г. италианската държава ги обявява за ценни историческо-културни творби и те са купени от Джулио Омето.

### Малка зала на Мария Виктория (Saletta Maria Vittoria)
- 20 акварела с местности от Пиемонт на най-известните художници от Торино от 60-те год. на 19 век. Поръчани от община Торино като дар за херцозите на Аоста Амадей I Савойски и Мария Витория дал Поцо дела Чистерна по случай короноването им за монарси на Испания през 1870 г.
- Шкаф от 2 части (trumeau) с изрисувано дърво в цвят „фалшив мрамор“ от вила Палма Нота ди Чезнола в Орбасано.

### Салон на китайските панели (Salone dei pannelli cinesi)
- Големи изрисувани с темпера панели от оризова хартия от Азия от средата на 18 век. Висококачествените изображения в ярки цветове без перспектива са със сцени на отглеждане на ориз, чай и коприна
- Голям полилей от кристал и стъкло от Ливорно.

### Будоар на Кристиан Диор (Budoir Christian Dior)
- Позлатени панели от матирано стъкло, украсявали парижкия апартамент на известния френски моден дизайнер Кристиан Диор
- Два елегантни ъглови мебели от Пиемонт, дело на Франческо Болджиè
- Ценен скрин на Пифети.

### Малък кабинет на Пиетро Акорси (Studiolo di Pietro Accorsi)
Кабинетът е непроменен от времето на Акорси, когато е приемал там многобройните си известни клиенти. Облицован с панели от борово дърво от Валтелина от края на 17 век.

## Полезна информация
Безплатен достъп:
- Деца до 12 г.
- Притежатели на Abbonamento Musei Piemonte Valle d'Aosta или на Torino + Piemonte Card
- Притежатели на карта ICOM
- Хора с увреждания и придружаващото ги лице
- Туристически гидове
- Акредитирани журналисти.

Палацо Мацонис се намира в историческия център на Торино. До него се стига:
- пеша: от ЖП гара Порта Нуова – 1,6 км;
- с градски транспорт: автобуси n. 55, 61 или 68 от ЖП гара Порта Нуова; автобуси n. 6, 61 или 68 и трамвай n.15 от ЖП гара Порта Суза;
- с кола: има ограничения и забрани в зоните в съседство с музея, отбелязани на уебстраницата Muoversi a Torino. На паркингите в близост до музея се заплащат такси: сини ивици в зоната с ограничен трафик (ZTL) или паркинги.